# Префектура Ґумма
Префекту́ра Ґу́мма (яп. 群馬県, ぐんまけん, МФА: [gumma keɴ]) — префектура Японії в регіоні Канто, в східній частині острова Хонсю. Префектурний центр — місто Маебасі.

## Загальні відомості
Ґумма є однією з декількох префектур Японії, які не мають виходу до моря. Північ цієї адміністративної одиниці вкрита горами, а на південь займає північна частина Кантоської рівнини, найбільшої рівнини країни. Обриси префектури нагадають журавля, що летить направо, через що її інколи називають «журавлиною префектурою».
До середини 19 століття Ґумма була відома як провінція Кодзуке. Вона славилась вирощуванням гарних коней. У середньовіччі, в часи тривалих міжусобних воєн, існував величезний попит на місцевих скакунів, а кавалерійські частини провінції вважалися одними з найкращих в Японії. Завдяки тісному зв'язку з конярством цей регіон отримав назву «Ґумма», що в перекладі означає «табун коней».
В сучасній Японії Ґумму жартома кличуть «бабським царством» через вольовий характер і незалежний стиль поведінки місцевих жінок, формуванню якого сприяла модернізація та фемінізація праці на території префектури у 2-й половині 19 століття. Попри це мешканці префектури вважаються «консервативними», що виражається у півстолітній підтримці однієї Ліберально-демократичної партії Японії на виборах до Парламенту.

## Географія

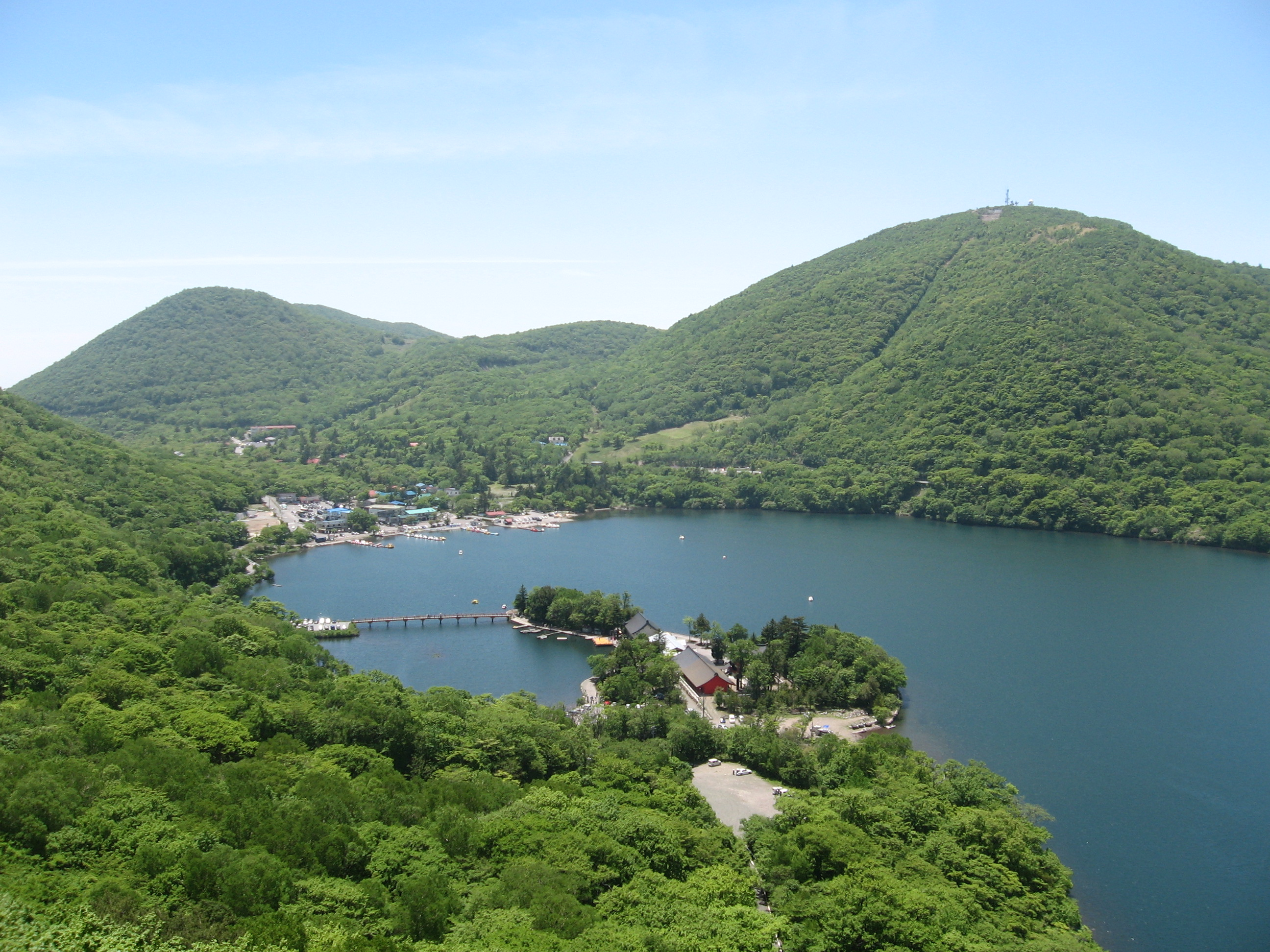
Синтоїстське святилище Акаґі на березі озера Онума, що знаходиться на вершині гори Акаґі.

Префектура Ґумма розташована у Східній Японії, на північному заході регіону Канто. Вона межує на півночі з префектурами Фукусіма та Ніїґата, на заході — з Наґано, на півдні — з Сайтамою, а на сході — з Тотіґі. Усі кордони Ґумма суходольні, оскільки префектура немає виходу до моря.
Площа префектури Ґумма становить близько 6363,16 км². За цією величиною вона посідає 28-е місце в Японії серед інших префектур.
Дві третини площі Ґумми займають гори хребтів Етіґо та Асіо, покриті лісом. Серед них найвищими вершинами є активний вулкан Асама (2 568 м) на сході, Нікко-Сіране (2 578 м) та Акаґі (1 827,6 м) на заході, Харуна (1 449 м) на півночі, Мьоґі (1 103,8 м) та бескид Арафуне (1 422,5) на південному сході. Одну третину площі префектури займає Кантоська рівнина, розташована на південному заході. Більшість гірських струмків та річок стікаються у цю рівнину і зливаються у велику річку Тоне, що тече на південь і впадає в Тихий океан. Лише води північного озера Нодзорі та болотистої місцевості Одзе несуться на північ і впадають до Японського моря.
Ґумма належить до зони субтропічного волого клімату, який також називають прибрежним тихоокеанським. Через нерівності рельєфу існує значна відмінність між кліматом рівнних та гірських районів. Вона виражається у різниці температури повітря. Взимку у північних районах Ґумми вона спадає до -10 °C, а влітку у південних районах сягає близько 40 °C. Середньорічна температура в Кантоській рівнині становить 13 °C, а в гірській місцевості менше ніж 10 °C. На заході префектури, у високогірних районах вона дорівнює 7,1 °C.
Щорічна кількість опадів коливається між 1600 — 1800 мм. Вони переважають на півдні Ґумми, часті влітку, але рідкі взимку. Особливістю префектури є так звані літні й спекотні «сухі вітри», а також частий грім з блискавками.

## Історія
Префектура Ґумма була заселена від часів палеоліту. Доказом цього служить стоянка Івадзюку, відкриття якої у 1946 році засвідчило існування в Японії до-неолітичної культури. Нащадки палеолітичної популяції стали творцями східноазійської унікальної культури Джьомон, а згодом засновниками країни Ке на території сучасної префектури. У 1-й половині 4 століття вона була завойована молодою японською державою Ямато і поділена на провінції Кодзуке — «Верхнє Ке» та Сімосцуке — «Нижнє Кє». Вважається, що з приходом яматосців на території сучасної префекутри поширилась культура курганів.
У 7 — 9 століттях провінція Кодзуке, попередник сучасної Ґумми, була яматоським форпостом у Східній Японії, в землях автохтонів еміші. Уряд цієї провінції розміщувався у сучасному місті Маебасі, на одному з семи стародавніх шляхів Тосандо. Святилище Нукісакі вважалося головною місцевою святинею. Задля асиміляції автохтонного населення та встановлення кращого зв'язку культурним центром, центральний уряд переселяв до провінції західних японців та корейців.
У 10 — 12 століттях Кодзуке стала одним з центрів формування самурайства. Найвпливовішими місцевими родами були Наха та Нітта, вояки яких славились стрільбою з лука верхи. Володіння цих родів володіння лежали в Кантоській рівнині, придатній для конярства. Наприкінці 12 століття місцева знать допомагала встановити на сході Японії перший самурайський уряд — Камакурський сьоґунат, а через сто років була провідною силою в його поваленні.
У 1-й половині 14 столітті Кодзуке перейшла під контроль сьоґунського роду Асікаґа, а згодом була передана його васалу, родині Уесуґі. У 1438 році останній вступив конфлікт зі своїм сюзереном, що породило велику політичну кризу у Східній Японії та спричинило децентралізацію влади. Цілий регіон Канто поглинули міжусобні війни, які тривали до кінця 16 століття. В цей час Кодзуке відігравала роль прифронтової провінції, своєрідного кордону між силами найпотужніших сусідів — родів Ґо-Ходзьо, Наґао та Такеда.
1590 року регіон Канто перейшов під владу Токуґави Іеясу. У 1603 році він заснував новий сьоґунат, який керував країною до 1867 року. Резиденція сьоґунів знаходилась в місті Едо, сучасному Токіо, а провінція Кодзуке, розташована на північному заході від неї, виконувала функцію північного заслону цього міста. Сама провінція була поділена між прямими васалами сьоґуна на малі володіння — хани.
У 1783 році на заході провінції відбулося виверження вулкана Асама, від якого постраждали західні райони Кодзуке. Викиди лави були такі потужні, що червоногарячий фонтан виднівся аж в далекому Едо. Це було друге виверження Асами після 1108 року.

У 1868 року в Японії відбулась реставрація прямого Імператорського правління. В результаті проведення адміністративної реформи, 28 жовтня 1871 року на основі провінції Кодзуке була утворена префектура Ґумма з центром у місті Такасакі. У 1872 році префектурний центр перемістився до Маебасі, у 1876 році — повторно до Такасакі, а у 1881 році — вдруге до Маебасі.
Новострворена Ґумма займала важливе місце в економіці Японської імперії. Колишня провінція Кодзуке була традиційним виробником шовку в Японії, який постачали у 18 — 19 століттях до Едо, тому новий уряд спорудив на території префектури шовкові мануфактури для виготовлення шовку на продаж закордон.. На початку 20 століття в Ґуммі була заснована авіаційна компанія Накадзіма, найбільша авіакомпанія Японії в 1917–1950 роках, а також численні військові заводи в найбільших містах префектури.
Під час Другої світової війни Ґумма служила місцем евакуації населення і підприємств з Токіо та Йокогами. Попри віддаленість від узбережжя літаки авіації США здійснили у 1945 році бомбардування префекутрних міст Такасакі, Маебасі, Ісесакі та Оти. Після закінчення війни Ґумма провела демілітаризацію промисловості й взяла курс на розвиток електротоварів та машинобудування. На кінець 20 століття вона була зв'язана швидкісними залізницями та сінкансеном з регіонами Канто, Тюбу і Тохоку.

## Освіта
- Ґуммівський університет